# Synagoge (Šurany)

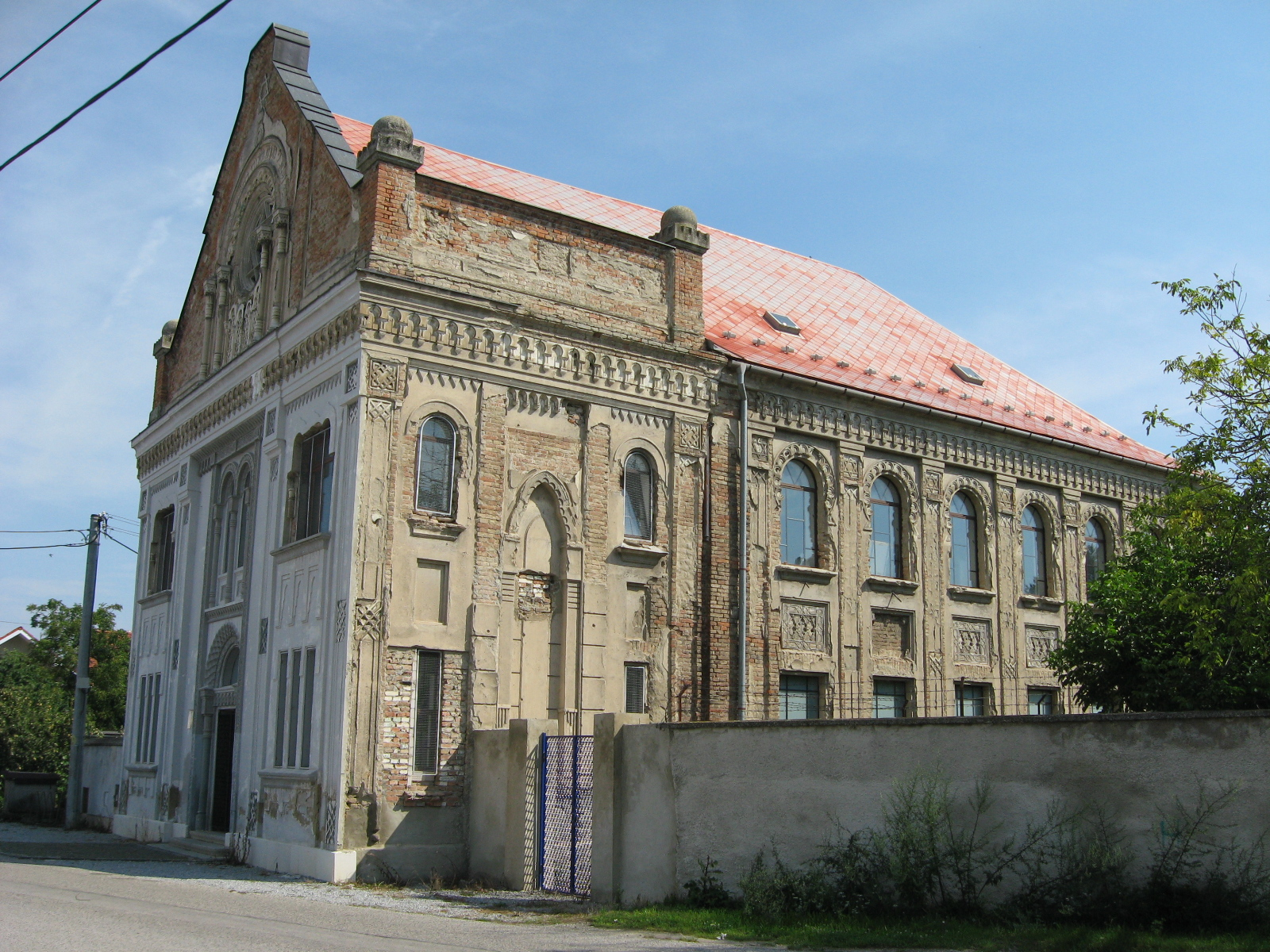
Synagoge in Šurany

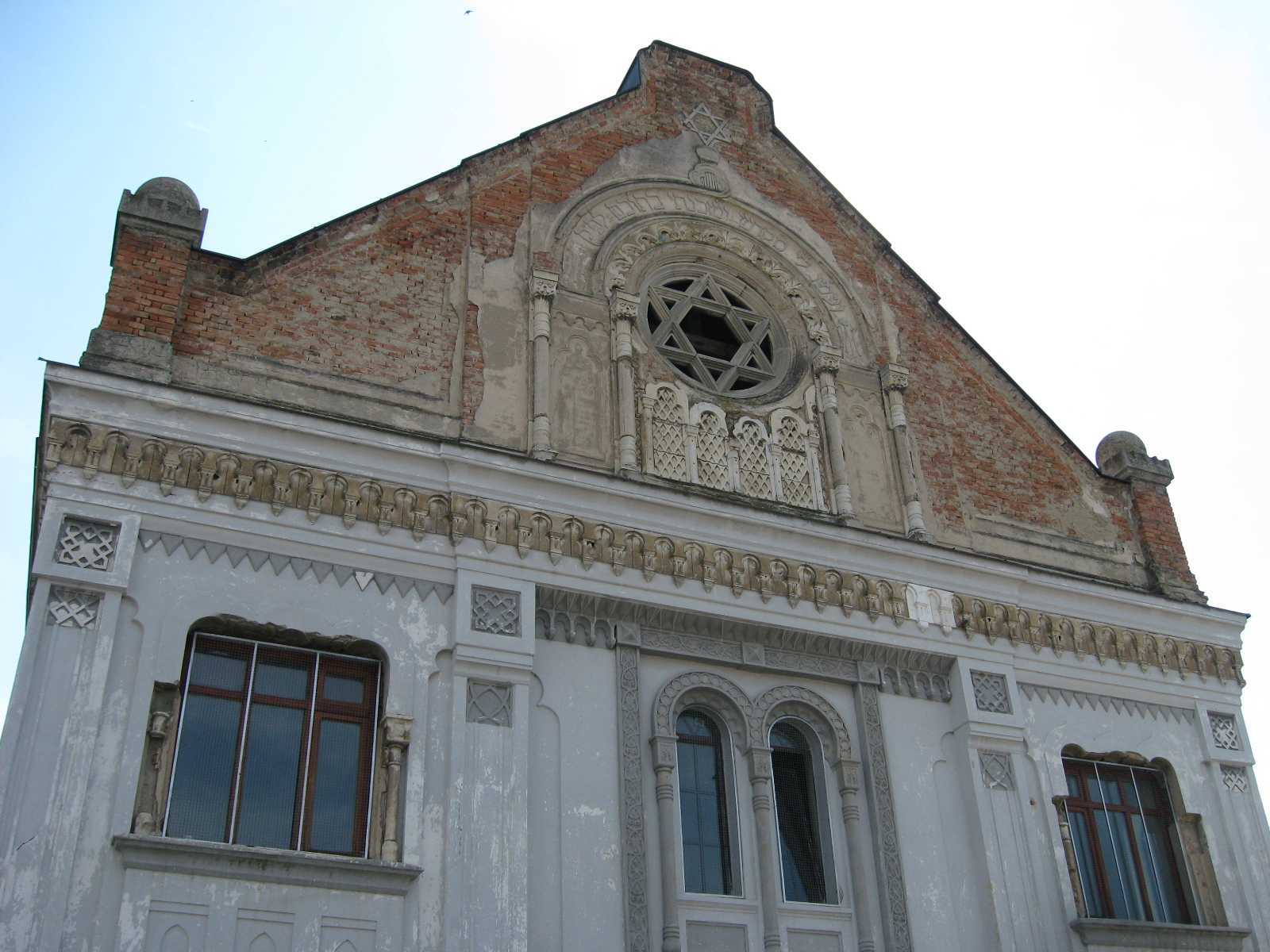
Giebelzone

Die Synagoge in Šurany, einer slowakischen Stadt im Bezirk Nové Zámky, wurde 1916 errichtet und bis zum Zweiten Weltkrieg für den Gottesdienst genutzt. Die profanierte Synagoge im Stil des Historismus ist ein geschütztes Kulturdenkmal.
Das Synagogengebäude an der Malá-Straße 2 wird seit 2005 als Stadtmuseum und für Kulturveranstaltungen genutzt. Auf der Frauenempore wird die Geschichte der Juden in Šurany dargestellt.